# Joos Valgaeren
Joos Valgaeren (Lovanio, 3 marzo 1976) è un ex calciatore belga, di ruolo difensore.

## Palmarès
- Coppe d'Olanda: 2

Roda JC: 1996-1997, 1999-2000
- Campionati scozzesi: 3

Celtic: 2000-2001, 2001-2002, 2003-2004
- Coppe di Scozia: 3

Celtic: 2000-2001, 2003-2004, 2004-2005
- Coppe di Lega scozzesi: 1

Celtic: 2001
- Supercoppe del Belgio: 1

Club Brugge: 2005
- Coppe del Belgio: 1

Club Brugge: 2006-2007